# Цвинтарна поезія
Цвинтарна поезія, або цвинтарна лірика (англ. graveyard poetry) —  жанр медитативної лірики XVII - початку XIX ст., започаткований твором «Думки про кладовище та місця поховання мертвих» (1656) німецького поета Андреаса Гріфіуса. Із середини XVIII ст. цвинтарна поезія — течія в англійській ліриці («Нічні вірші про смерть» Томаса Парнелла, «Скарга, або Нічні роздуми» Едварда Юнґа, «Могила» Роберта Блера, «Елегія, написана на сільському цвинтарі» Томаса Ґрея), що розвивалась у рамках сентименталізму та преромантизму, осмислювала ірраціональні проблеми буття, його нетривкість і почасти марність у видимих формах. Скорботні медитації поєднувалися тут зі стійкими пейзажними мотивами кладовища як осереддя мудрості, протиставленого зарозумілій ученості.